# 第一代林肯伯爵亨利·布蘭登
亨利·布蘭登（英語：Henry Brandon, 1st Earl of Lincoln，1523年—1534年3月1日），第一代林肯伯爵，薩福克公爵查爾斯·布蘭登與瑪麗·都鐸的兒子，亨利八世的外甥。
亨利·布蘭登出生時，亨利八世只有一個女兒，且凱瑟琳王后已過生產年齡。亨利八世之姊瑪格麗特遠嫁蘇格蘭，亨利八世傾向將王位繼承人限於自己與妹妹瑪麗的後代。亨利·布蘭登的早逝使王室缺少男性繼承人，直到愛德華於1537年出生。